# Christen-Democraten Unie
Die Christen-Democraten Unie (CDU) war eine niederländische Partei, die von 1964 bis 1982 bestand. Sie war wirtschaftlich und sozial konservativ und stand rechts von den damals drei großen christlichen Parteien.

## Geschichte

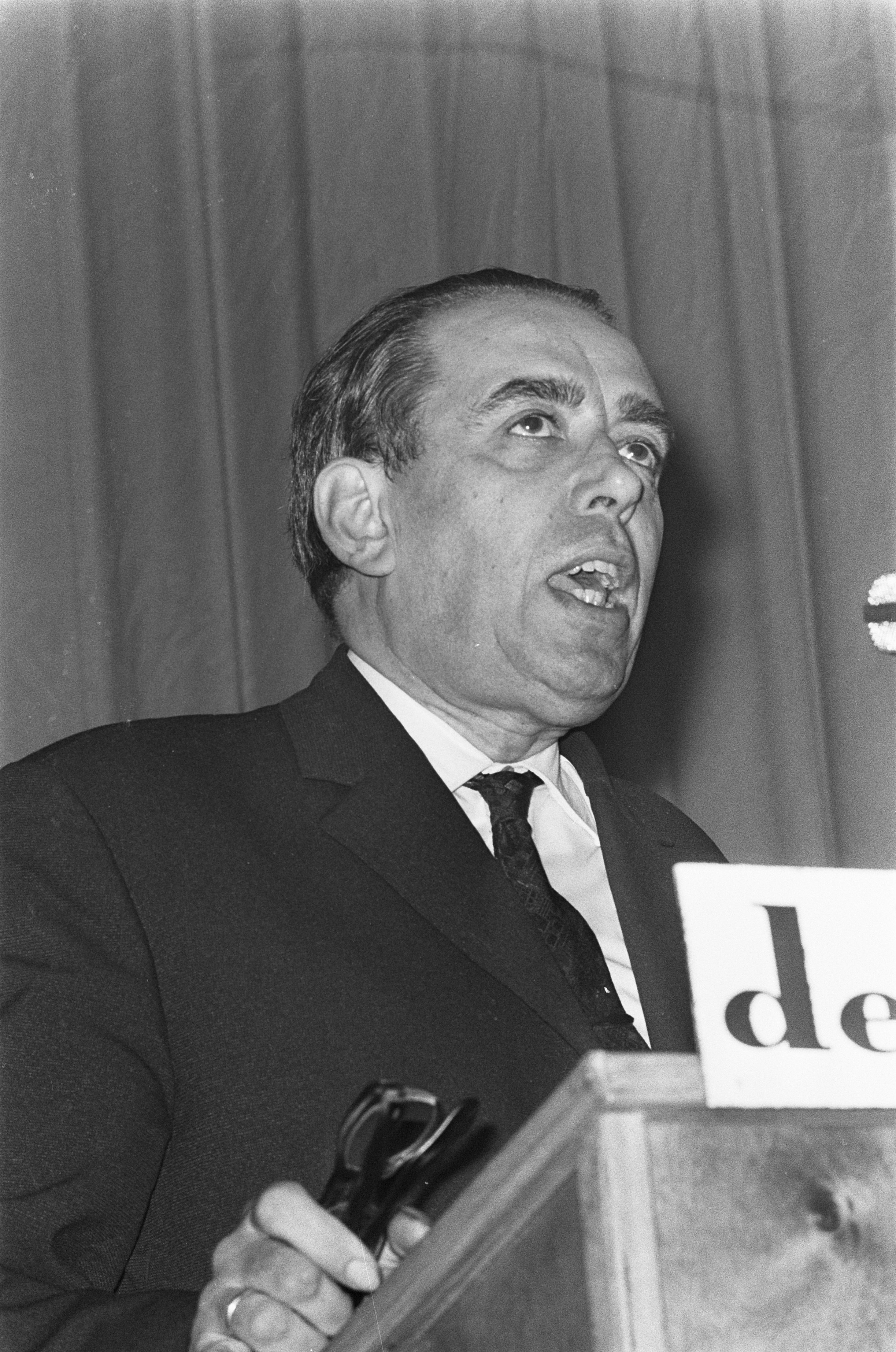
Abraham Zeegers (1966)

Die CDU wurde am 19. November 1964 in Utrecht von Jacques Beukeboom, Jan Janssen, Jan Smits, Co Verburg, Henk Walraven und Abraham Zeegers gegründet. Im Gegensatz zur linkschristlichen Christen-democratische Unie, die 1946 zusammen mit der SDAP und dem Vrijzinnig Democratische Bond in die neue Partei Partij van de Arbeid aufging, war die Christen-Democraten Unie eine konservative Partei. Ihre überkonfessionelle Ausrichtung war damals ungewöhnlich  – die großen niederländischen christlichen Parteien waren damals noch entweder katholisch (Katholieke Volkspartij) oder protestantisch (Anti-Revolutionaire Partij und Christelijk Historische Unie). Ziel der CDU war es dann auch, das von ihr als veraltet angesehene Parteiensystem zu überwinden, ein anderes Gründungsmotiv war ihr Widerstand gegen zunehmende Eingriffe seitens des Staates. Die deutsche CDU, zu der Kontakte bestanden, diente mit ihrem ebenfalls überkonfessionellen und konservativen Charakter als Vorbild.
Smits, ein Unternehmer aus Waalwijk, wurde erster Parteivorsitzender. Er hatte zunächst der katholischen KVP angehört und war anschließend als Spitzenkandidat für die konservative Partij Economisch Appèl bei den Parlamentswahlen von 1963 angetreten, die jedoch den Einzug in die Zweite Kammer der Generalstaaten verfehlte. Aus dieser Partei stammten die meisten Mitglieder der CDU. Unterstützung erhielt die Christen-Democraten Unie auch von der Stiftung Johannes Althusius, dem Blatt Burgerrecht. Orgaan van het Comité Burgerrecht ter Bestrijding van Overmatige Overheidsdwang und von früheren Mitgliedern der Parteien Boerenpartij, Nationale Unie und Katholiek Nationale Partij. Zeegers, vormaliges Mitglied der ARP und Redakteur des Burgerrecht, wurde zum führenden Parteiideologen und Sprachrohr der CDU.
Bei den Provinz- und Gemeindewahlen blieb die Partei weitgehend erfolglos, sie konnte in kein einziges Provinzparlament einziehen und nur einige Sitze in Gemeinderäten der Provinz Nordbrabant erlangen. Die CDU sah dies dennoch als einen ersten Erfolg an und erhoffte sich bei den nationalen Parlamentswahlen von 1967 den endgültigen Durchbruch. Im November 1966 wurden von der Partei die ersten Satzungen und ein Basisprogramm beschlossen. In sozialwirtschaftlicher Hinsicht stellte sich die CDU – in höherem Maße als die drei großen christlichen Parteien – sehr konservativ auf. Drei Kernpunkte waren für die politische Richtung der Partei während ihres Bestehens von Bedeutung:
- Raum für eine partikuläre Initiative zu schaffen
- Freiheit und Verantwortungsbewusstsein an erste Stelle zu setzen
- Das Gebot der Nächstenliebe zu betonen

Im Gegensatz zu ihrer konservativen Grundausrichtung sprach sich die CDU für direkt gewählte Bürgermeister und vorsichtige Experimente mit Volksabstimmungen aus. Dies waren auch Forderungen der linksliberalen Democraten 66, die damals ebenfalls erstmals zu Parlamentswahlen antraten, aber für weitaus mehr Aufsehen sorgten und sich schließlich als bedeutend erfolgreicher als die CDU erweisen sollten (der sie, von diesen Forderungen abgesehen, politisch fernstanden).
Die Wahlen von 1967 wurden zu einem Misserfolg für die CDU, mit 0,66 % wurde der Einzug in die Zweite Kammer knapp verfehlt, es fehlten lediglich einige hundert Stimmen. Vermutlich aus Geldmangel verzichtete sie auf weitere Teilnahmen an landesweiten Wahlen. Die CDU verschwand aus dem Blickfeld der Öffentlichkeit und durchlebte eine Reihe von Umbesetzungen an der Führungsspitze wie auch innerparteiliche Auseinandersetzungen. Zeegers und viele andere Mitglieder verließen die CDU. Bei den Provinz- und Gemeindewahlen von 1970 konnten einige Sitze in Gemeinderäten erlangt werden, die bei den Gemeindewahlen von 1974 größtenteils behauptet wurden. Diese lokalen Erfolge wurden jedoch wieder von auflebenden internen Auseinandersetzungen überschattet, erneut gab es viele Änderungen in der Parteispitze. 1976 verließ eine Gruppe um das Vorstandsmitglied C. W. van de Wal die CDU und gründete die Nederlandse Christen Democraten.
Die Gemeindewahlen von 1978 verliefen für die Partei katastrophal, lediglich in Kerkrade konnte ein Sitz errungen werden. Das Unterscheidungsmerkmal von anderen christlichen Parteien, der überkonfessionelle Charakter, ging 1980 mit dem Zusammenschluss von KVP, ARP und CHU zum Christen-Democratisch Appèl (CDA) verloren. Dennoch bestand die Partei unter Smits, der 1977 zum dritten Mal den Parteivorsitz übernommen hatte, noch bis 1982 fort, fiel jedoch nicht mehr mit nennenswerten Aktivitäten auf. Eine Ausnahme bildeten Gespräche mit der Evangelische Progressieve Volkspartij (EPV) und der CDA-Gruppierung Niet bij brood alleen (Nicht vom Brot allein), bei denen es um eine Bildung einer gemeinsamen Wahlliste ging. War die CDU auch konservativ in Belangen wie Abtreibung und Euthanasie, so stand sie Kernwaffen und Kernenergie kritisch gegenüber, sodass sich Schnittmengen mit den genannten Gruppen ergaben. Niet bij brood alleen fand allerdings die CDU zu weit rechts, die Wahlliste kam in dieser Form nicht zustande, stattdessen schlossen sich die EPV und ein Teil von Niet bij brood alleen zur Evangelische Volkspartij zusammen.

## Organisation
Die Angaben zu den Mitgliedszahlen sind widersprüchlich. Jan de Bas gibt für 1967 etwa 500 Mitglieder an und zitiert die Ausgabe der Tageszeitung Trouw vom 13. Dezember 1980, die für diese Zeit ca. 1.000 Mitglieder angab. Nach dem Instituut voor Nederlandse Geschiedenis hatte die Partei hingegen 1967 nach eigenen Angaben 2.100 Mitglieder, die im Anschluss auf die Spaltung von 1976 auf einen Wert von höchstens 200 zurückgegangen sei.
Mit der CDU-Post verfügte die Christen-Democraten Unie über ein eigenes Parteiblatt.

## Wahlergebnisse (Tweede Kamer) der CDU
| Jahr | Stimmen | Prozent | Sitze |
| ---- | ------- | ------- | ----- |
| 1967 | 45.335  | 0,66 %  | 0     |